# Marshall Guv'nor
De Guv'nor is een overdrive pedaal van Marshall dat werd ontworpen om het geluid van de Marshall JCM800-versterkers in een pedaal te vangen. Het effect kwam voor het eerst op de markt in 1989, en de originele productieperiode eindigde in 1991.
Opmerkelijk aan dit effectpedaal is dat deze een equalizer heeft, met afzonderlijke regelaars voor bas, midden en hoge tonen. Tevens heeft dit pedaal een speciale output: "loop". Deze werkt hetzelfde als een FX-loop van en versterker: elk effect dat wordt aangesloten aan deze loop wordt ook geactiveerd wanneer de "Guv'nor" wordt ingeschakeld.

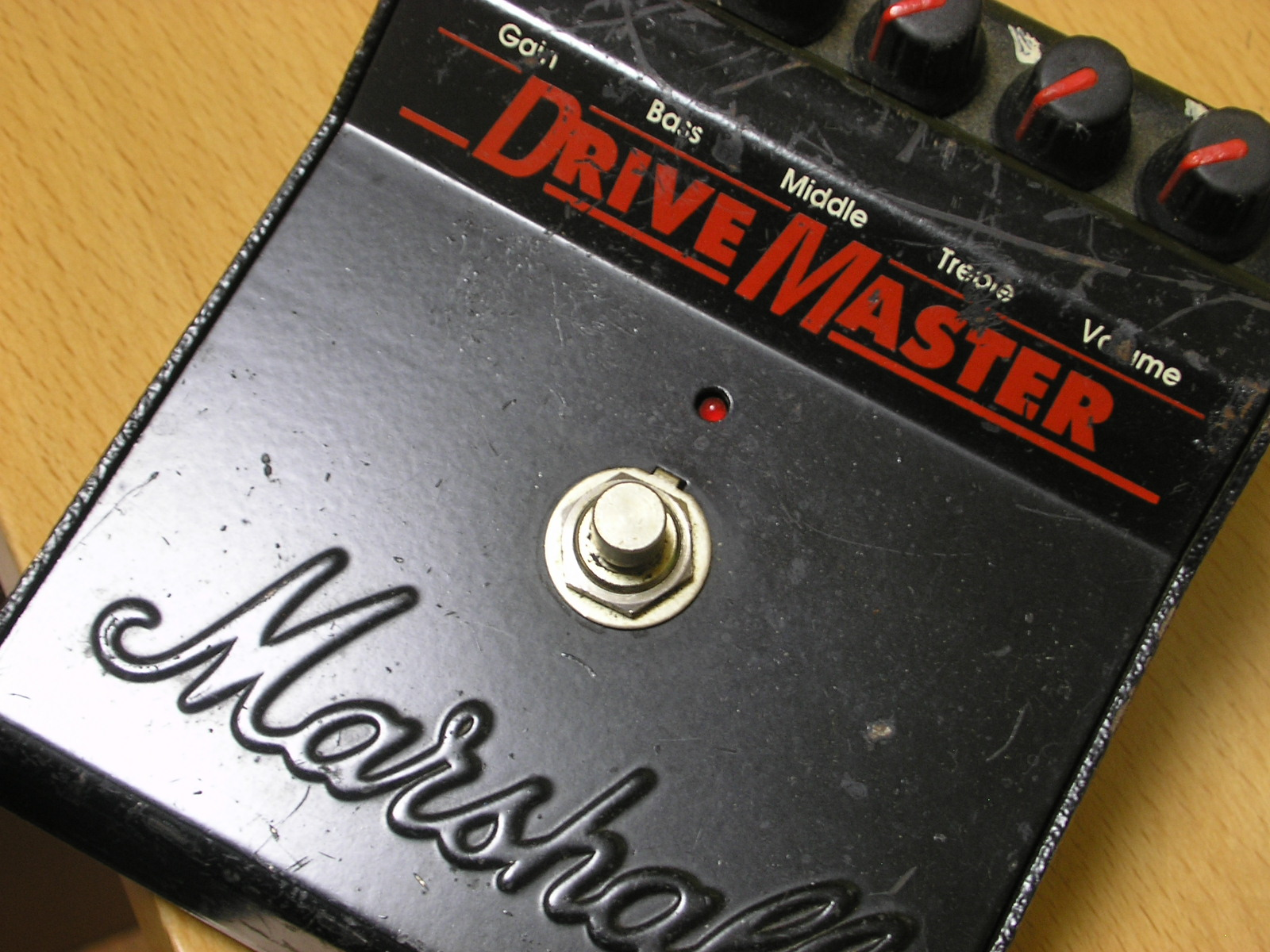
Marshall Drive Master, opvolger van de Guv’nor

De Guv’nor werd in 1991 opgevolgd door de Marshall Drive Master die hetzelfde circuit en klank had maar niet met een FX-loop was uitgerust. De Drive Master maakte deeluit van een trio overdrive pedalen waartoe ook de Shredmaster Master en de Blues Breaker behoorde. 

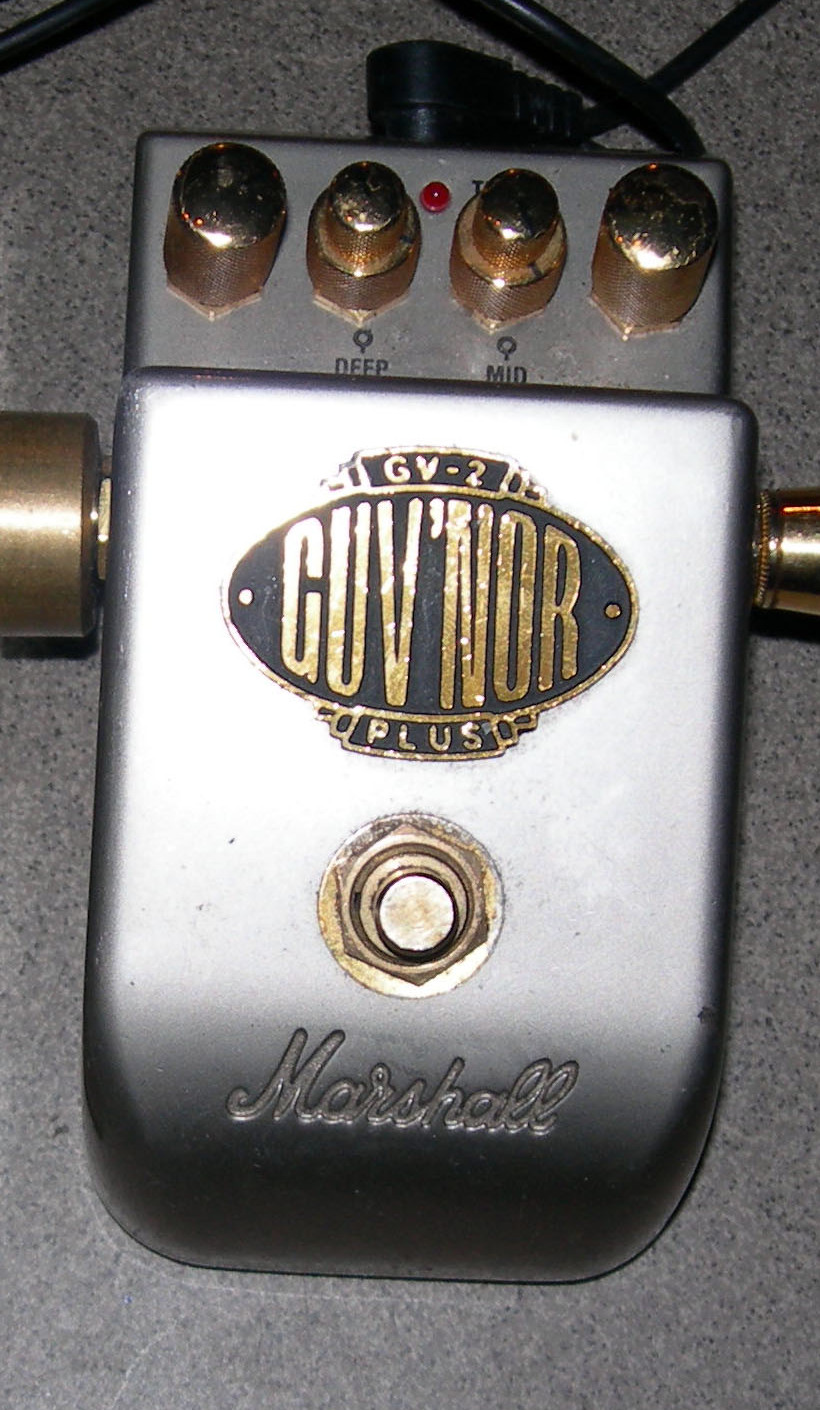
GV-2 Guv’nor Plus

De GV-2 Guv’nor Plus uit 1998 is een kleiner pedaal in een formaat vergelijkbaar met pedalen van Boss en Ibanez. Deze komt uit een uitgebreidere serie betaalbare pedalen die anno 2019 nog altijd in productie is. De kwaliteit van deze pedalen is echter een stuk lager dan die van Marshalls pedalen van eind jaren 1980 en begin jaren 1990.
In 2023 werd van de Guv’nor een reissue uitgebracht. Marshall heeft daarvoor alle originele leveranciers van de onderdelen uit de originele batch benaderd. Alleen de potentiometers en de jack-aansluitingen konden niet meer door de originele fabrikanten worden geleverd. Het pedaal wordt door Marshall zelf in Engeland geproduceerd. Ook de Drivemaster de Shredmaster en de Blues Breaker uit 1991 worden naar origineel ontwerp heruitgebracht.

## Artiesten
- Gary Moore op het album "Still Got The Blues"
- Kevin Shields (My Bloody Valentine)
- Bill Steer (Carcass)

## Circuit
De overdrive-trap bevat een enkele TL072 OpAmp waarbij er twee rode LEDs als clipping-diodes tussen de output en de aarde zitten. Dit type clipping-circuit staat bekend als het hard clipping-circuit.